# Franco Interlenghi
Franco Interlenghi (Roma, 29 de octubre de 1931-ibídem, 10 de septiembre de 2015) fue un actor italiano.
Comenzó su carrera de actor en 1946 ―a los 14 años de edad―, como protagonista de la película neorrealista El limpiabotas, de Vittorio De Sica. Trabajó con grandes directores, como Federico Fellini en Los inútiles, Michelangelo Antonioni en I Vinti y Luchino Visconti en su adaptación teatral de Muerte de un viajante.
En 1955 se casó con la actriz Antonella Lualdi y tuvieron dos hijas, Stella y Antonellina Interlenghi, ambas actrices.

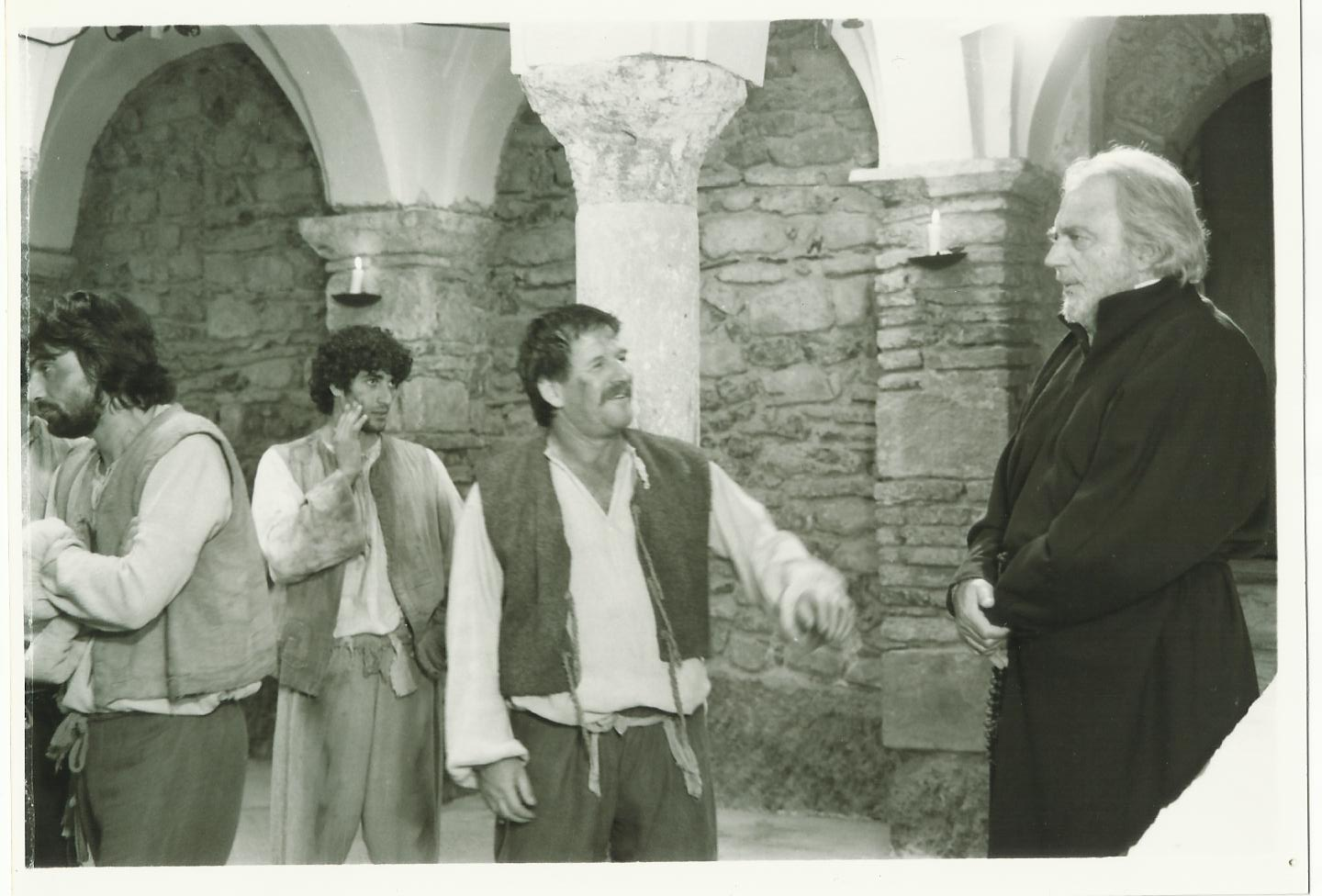
Los actores Pietro Fornaciari y Franco Interlenghi en una pausa de la filmación de la película Il Conte di Melissa (2000).

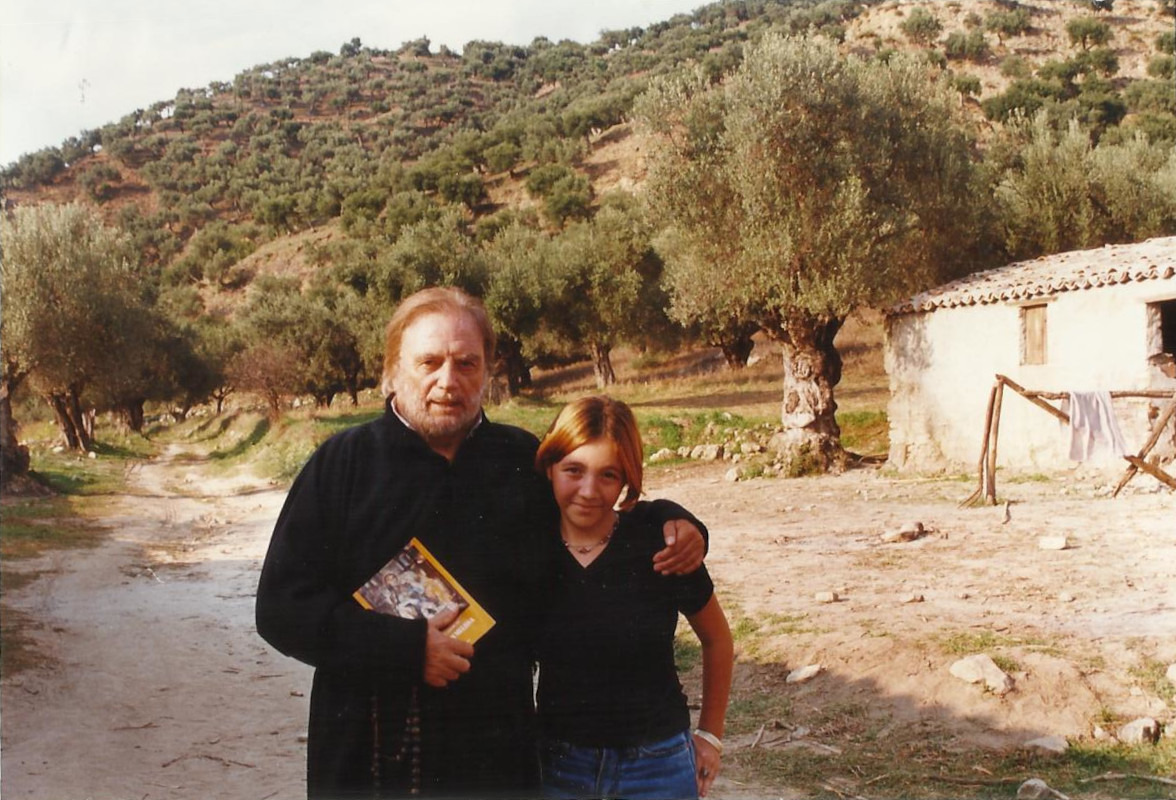
Franco Interlenghi con la escenógrafa Sara Amoruso, en una pausa de la filmación de la película Il Conte di Melissa (2000).

## Filmografía
- 1946: El limpiabotas.
- 1949: Fabiola.
- 1950: Domenica d'agosto.
- 1951: Teresa.
- 1951: París, siempre París.
- 1952: Don Camilo.
- 1952: Ergastolo.
- 1952: Processo alla città.
- 1952: Los héroes del domingo.
- 1952: Giovinezza.
- 1952: Don Lorenzo.
- 1953: La provinciale.
- 1953: Il mondo le condanna.
- 1953: El rescate.
- 1953: Los inútiles.
- 1953: I Vinti.
- 1953: Canzoni, canzoni, canzoni.
- 1954: Gli amori di Manon Lescaut.
- 1954: Amori di mezzo secolo.
- 1954: Cento anni d'amore.
- 1954: Canzoni di mezzo secolo.
- 1954: La condesa descalza.
- 1954: Ulises.
- 1955: Le due orfanelle.
- 1955: Non c'è amore più grande.
- 1955: Los enamorados.
- 1956: Cadetes del aire.
- 1956: El día más bello.
- 1956: Totó, Pepino y los forajidos.
- 1957: Padres e hijos.
- 1957: Adiós a las armas.
- 1957: La cenicienta y Ernesto.
- 1958: Giovani mariti.
- 1958: Il cielo brucia.
- 1958: En caso de desgracia.
- 1958: Polikuschka.
- 1959: Cigarettes, whisky et p'tites pépées.
- 1959: Délit de fuite.
- 1959: El general de la Rovere.
- 1959: La notte brava.
- 1959: Match contre la mort.
- 1960: Le svedesi.
- 1961: Viva l'Italia!.
- 1961: Cronache del '22.
- 1967: Saqueo en la ciudad.
- 1968: Columna.
- 1972: Pianeta Venere.
- 1975: La polizia interviene: ordine di uccidere!.
- 1978: Clayton Drumm.
- 1985: Miranda.
- 1985: Juke box.
- 1986: El profesor.
- 1990: El avaro.
- 1990: Pummarò.
- 1992: Le amiche del cuore.
- 1992: Gli assassini vanno in coppia.
- 1993: Antelope Cobbler.
- 1993: Torta di mele.
- 1993: Copenhagen fox-trot.
- 1993: 18000 giorni fa.
- 1994: L'ours en peluche.
- 1995: Le roi de Paris.
- 1996: Marciando nel buio.
- 1996: Mi fai un favore.
- 1998: La rumbera.
- 2000: Il conte di Melissa.
- 2001: Una lunga lunga lunga notte d'amore.
- 2003: Due volte Natale.
- 2003: The Accidental Detective.
- 2003: Tosca e altre due.
- 2005: Roma criminal.
- 2006: Nemici per la pelle.
- 2007: Notte prima degli esami - Oggi.
- 2009: Io, Don Giovanni.
- 2010: La bella società.

### Televisión

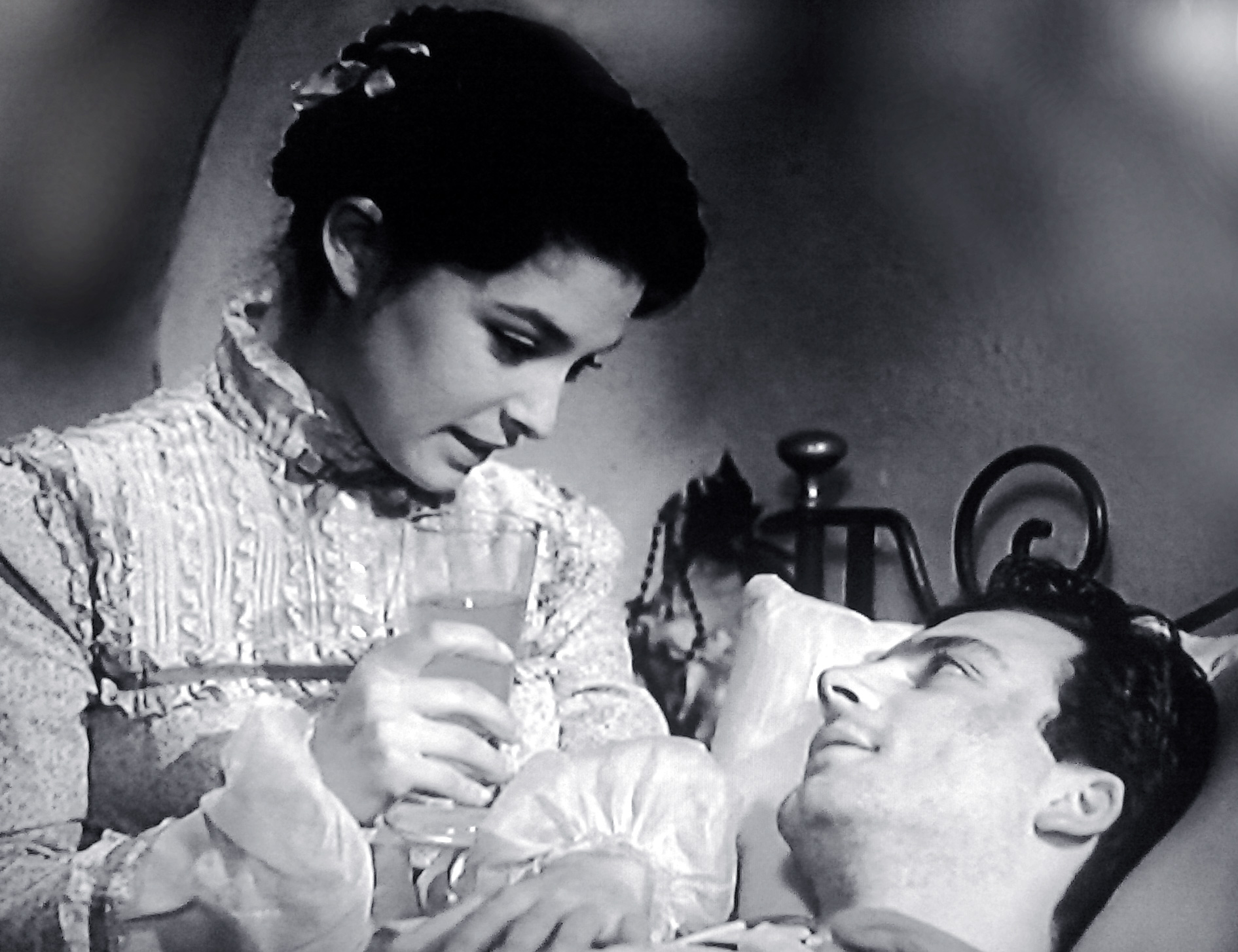
La actriz Irène Galter con Franco Interlenghi en el episodio «Garibaldina» de la serie televisiva Cien años de amor (1954).

- 1958: Canne al vento, película de televisión
- 1970: Una coccarda per il re, película de televisión
- 1979: Addavenì quel giorno e quella sera, miniserie de televisión
- 1982: Un inverno al mare, miniserie de televisión
- 1982: De bien étranges affaires (1 episodio)
- 1983: Giovanni, da una madre all'altra, miniserie de televisión
- 1984: Opération O.P.E.N. (1 episodio)
- 1985: Un uomo in trappola, Serie TV
- 1987: Un bambino di nome Gesù, miniserie de televisión
- 1989: Les dossiers secrets de l'inspecteur Lavardin (1 episodio)
- 1990: Donne armate, película de televisión
- 1991: ...Se non avessi l'amore, película de televisión
- 1992: Il coraggio di Anna, miniserie de televisión
- 1996: Blinde Augen klagen an, película de televisión
- 1997: Racket, miniserie de televisión
- 1998: Il maresciallo Rocca (1 episodio)
- 1999: Tre addii, miniserie de televisión
- 2000: Padre Pio - Tra cielo e terra, película de televisión
- 2000: On n'a qu'une vie, película de televisión
- 2000: Gli amici di Gesù - Giuseppe di Nazareth, película de televisión
- 2002: Papa Giovanni - Ioannes XXIII, película de televisión
- 2004: Don Matteo (1 episodio)
- 2004: Diritto di difesa (1 episodio)
- 2006: Papa Luciani: Il sorriso di Dio, miniserie de televisión